# 祇摩尼師今
祇摩尼師今（ぎま にしきん、生年不詳 - 134年8月）は、新羅の第6代の王（在位:112年 - 134年）であり、姓は朴。先代の婆娑尼師今の嫡子。『三国史記』新羅本紀・祇摩尼師今紀の分注には祇味、『三国遺事』王暦では祇磨尼叱今とも記される。

## 治世
百済の己婁王が113年に使者を送ってきた。新羅と百済との間に盟友関係が出来上がったと見られる。

115年に黄山河（洛東江）を超えて親征を行ったが伏兵に阻まれて戦果は上げられなかった。

翌116年に将軍と兵1万を派遣して攻めさせたが伽耶軍の籠城戦の前に退却することとなった。

121年2月に大甑山城（釜山広域市東萊区）を築いた。同年4月には倭人が東部辺境（海岸地域）に侵入してきた。

2年後の123年3月に倭国と講和した。

125年7月には靺鞨が泥河（南大川）を超えて侵入してきたので、百済に国書を送って援軍を求めたところ、百済は5人の将軍を送ってきたので靺鞨を退けることに成功した。

在位23年にして134年8月に死去した。跡継ぎの子がいなかったため、王位は伯父の逸聖尼師今へと継がれた。埋葬地についての記載は『三国史記』にはない。

『三国遺事』王暦は祇摩尼師今の代に音質国（慶尚北道慶州市安康邑）・押梁国（慶尚北道慶山市）を滅ぼした、としている。